# Astragalus verrucosus
Astragalus verrucosus là một loài thực vật có hoa trong họ Đậu. Loài này được Moris miêu tả khoa học đầu tiên.